# Luis Armando Collazuol
Luis Armando Collazuol (Rosário, 10 de fevereiro de 1948) - padre católico argentino, bispo de Concordia desde 2004.
Foi ordenado sacerdote em 29 de setembro de 1974 e incardinado na Arquidiocese de Rosário. Após a ordenação, estudou teologia na Espanha. Em 1977 voltou ao campo e tornou-se professor no seminário de Rosário (enquanto trabalhava também nas paróquias da cidade).
Em 31 de dezembro de 1997, o Papa João Paulo II o nomeou bispo auxiliar da Arquidiocese de Rosário, com a sé titular de Elo. Foi ordenado bispo em 27 de março de 1998 pelo arcebispo Eduardo Mirás.
Em 21 de julho de 2004 foi nomeado bispo da diocese de Concórdia e em 11 de outubro de 2004 tomou posse canonicamente. 